# Verdal
63°47′32″N 011°28′54″Ø / 63.79222°N 11.48167°Ø
Verdal er en kommune og by i Trøndelag fylke i Norge. Den består af Verdalen, en floddal med tilhørende sidedale, som strækker sig fra vandskellet ved grænsen til Sverige og ud til Trondheimsfjorden. Kommunen grænser i nord til Steinkjer, Inderøy og Snåsa og i syd til Meråker og Levanger. I øst går grænsen mod Sverige. Slaget ved Stiklestad fandt sted her i 1030. Højeste punkt er Løysmundhatten 1.090 moh.
Verdal er angiveligt den eneste kommune/præstegæld i Norge, som har beholdt grænser og navn uændret så langt tilbage, som der kendes kilder.

## Navn
Stednavnets første led er et gammelt navn på Verdalselva, "Ver" (= stille, rolig). 

## Geografi
Verdal er domineret af Verdalselvsystemet, bestående af blandt andet elvene Inna med udspring i Innsvatnet og Helgåa  med udspring i Veressjøen, også kaldt Veresvatnet, som løber sammen og danner Verdalselven ved Vuku. Inna løber gennem den største sidedal til Verdalen, Inndalen, som strækker sig fra Vuku til svenskegrænsen ved Sandvika.
Højeste bjerg i Verdal kommune er Løysmundhatten, 1.090 m.o.h.
E6 og Nordlandsbanen går gennem Verdal kommune fra nord til syd. Rigsvej 767, også kaldt Mellemrigsvejen går fra E6 ved Vinne og krydser rigsgrænsen til Sverige ved Sandvika.

## Erhvervsliv
Verdal er traditionelt et landbrugssamfund, men er specielt efter etableringen af Aker Verdal også blevet et industrisamfund. Ørin industriområde ved Verdalsøra rummer i dag industri indenfor en række erhverv.

## Historie
Verdal har en rig historie med mange kendte begivenheder. Mest kendt er nok slaget ved Stiklestad i 1030, hvor helgenkongen Olav den Hellige blev dræbt.
Verdalsskredet, som gik nat til 9. maj 1893, er det største lerskred i Norge nogensinde. Kun sand- og grusskredet i Gauldalen i 1345, hvor omkring 500 omkom, har taget flere menneskeliv.  Verdalsskredet begyndte kort tid efter midnat, da de fleste lå og sov. 55 millioner m3 ler langsmed floden Verdalselvas bredder satte sig i bevægelse, og begravede 105 gårde, hvorved 112 mennesker omkom ulykkesnatten; yderligere 4 døde senere af skader. Verdalsskredet omfattede nærmere 15 km2, og ændrede landskabet til det ugenkendelige. I forkant var husdyrene urolige, og en overlevende forklarede: "Jorden åbnede sig, og mor forsvandt ned i dybet med det toårige barn på armen. Selv havde jeg fast grund under fødderne, men jorden gled stadig bort bag mig. Det var som at løbe om kap med døden."  Skredets årsag skal have været, at store mængder af fast saltvandsler var blevet vasket tomt for salt af regn- og flodvand, og derved forvandlet til ustabilt kvikler, som også i de senere år har forårsaget ulykker i Norge. 

## Kultur
Verdal har et aktivt kulturliv, specielt kendt for sit amatørteatermiljø, som har fostret flere af Norges mest kendte skuespillere.
Traditionen knyttet til "Olavsdagen" (fejringen af olsok, Olav den Helliges dødsdag, 29. juli) og Stiklestad står også centralt i kulturlivet i kommunen. Spillet om Hellig Olav  vises hvert år på Stiklestad friluftsscene under olsok-dagene i juli.

## Kendte personer fra Verdal
- Lorentz Diderik Klüwer (1790-1825)
- Oluf Rygh (1833-1899), arkeolog og historiker
- Evald Rygh (1842-1913), politiker
- Karl Ditlev Rygh (1839-1915), politiker
- Johan Støa (1913-1973), politiker, stortingsmand, født i Verdal
- Ottar Landfald (1919-2009), stortingsmand, født i Verdal
- Arne Lyngstad (1962-2019), politiker, stortingsmand, født i Verdal
- Hans Rotmo, (1948-), musiker, forfatter
- Gerd Janne Kristoffersen (1952-), politiker, stortingsrepræsentant
- Robert Eriksson (1974-), politiker, stortingsmand, voksede op i Verdal
- Ingrid Storholmen (1976-), digter[7]